# Malombra (film 1942)
Malombra è un film del 1942, diretto da Mario Soldati, tratto dall'omonimo romanzo di Antonio Fogazzaro.

## Trama
La marchesina Marina di Malombra, rimasta orfana, viene accolta nella dimora dello zio conte D'Ormengo, un tetro e sperduto Palazzo in riva al lago, ma con la condizione di potersene allontanare solo quando si sposerà. La giovane donna trova in una vecchia spinetta una lettera nella quale una sua antenata, Cecilia, racconta in modo accorato la prigionia in cui fu tenuta dal marito, il padre del conte, a causa di una relazione avuta con un giovane ufficiale, e chiede di essere vendicata.
Progressivamente Marina, insofferente per la mancanza di libertà cui deve sottostare che la induce spesso in aspri contrasti con lo zio, si identifica nella sorte di Cecilia. La sua suggestione (le pare di sentire la voce del fantasma di Cecilia che chiede vendetta) è aumentata dalla lettura di un libro intitolato Fantasmi del passato. Il caso vuole che l'autore, Corrado Silla, sia il figlio di una vecchia e venerata amica del D'Ormengo, ormai defunta, e che costui lo inviti alla villa per fargli scrivere un trattato storico-politico, in realtà il conte vuole aiutare il giovane, avendo saputo che egli versa in ristrettezze.
Corrado è attratto da Marina, ma il loro rapporto è reso difficile dall'altero e sprezzante temperamento di questa e dalla sua crescente ossessione, con cui vuole coinvolgerlo nella sua ansia di vendetta. Corrado, offeso pubblicamente da Marina, si allontana e torna a Milano, dove incontra Edith, la giovane figlia di Steinegge, il segretario ungherese del conte D'Ormengo, e tra i due nasce una tenera simpatia, anche se Edith esita a trasformarla in una relazione. Intanto il conte accoglie la sua cugina contessa Fosca Salvador come ospite nella dimora, il cui figlio Nepo vorrebbe sposare la nipote, attratto dalla ricca dote di quest'ultima. Marina, pur non amando il pretendente, accetta con dolore questa soluzione, sperando nella gelosia di Silla e nel suo ritorno al palazzo.
Ma poi la sua ossessione degenera, sino a quando, ormai credendosi la reincarnazione dell'antenata, provoca allo zio un malore fatale, presentandosi di notte nella sua stanza come Cecilia, venuta a reclamare la vendetta. La morte del conte fa fallire anche il matrimonio programmato con il cugino, dato che la nipote non viene menzionata nel testamento. Nel frattempo Silla, che era stato richiamato al palazzo da un messaggio di Marina per la grave malattia del conte, ricade nella morbosa passione per lei, la quale, credendo che il giovane la ritenga pazza e voglia abbandonarla, ormai in preda alla follia, fa preparare sulla loggia ventosa un allucinante pranzo funebre durante il quale gli spara un colpo di pistola al cuore, uccidendolo. Poi fugge in barca verso il lago dove, come già accaduto all'antenata Cecilia, si perderà. In seguito, accanto ad un piccolo cimitero che guarda il lago, Edith, confidandosi con il prete, rimpiangerà amaramente di non essere stata capace di salvare Corrado con il suo amore.

## Produzione

### Sceneggiatura
Con Malombra Soldati ripropone un film ispirato ad un'opera di Antonio Fogazzaro, come già aveva fatto l'anno precedente con Piccolo mondo antico con cui ha in comune diversi elementi, pur essendo parzialmente diverso il gruppo degli sceneggiatori. Infatti, in Malombra, accanto allo stesso Soldati ed a Mario Bonfantini, già presenti in Piccolo mondo antico, lavorano alla sceneggiatura lo scrittore Margadonna, il futuro regista Renato Castellani, che qui sarà anche aiuto regista, ed il letterato torinese Agostino Richelmy, amico di Soldati sin dalla comune gioventù a Torino.

### Riprese

Una delle scene iniziali: l'arrivo in barca di Marina alla Villa Pliniana

Le riprese di Malombra ebbero inizio il 7 aprile del 1942 in provincia di Como, nella Villa Pliniana a Torno, e la lavorazione durò per tutti i mesi primaverili ed estivi. Margadonna ha ricordato i numerosi sopralluoghi effettuati ed un disaccordo circa le scene iniziali della pellicola.
Durante le riprese l'interprete principale, Isa Miranda, si ammalò e le riprese dovettero essere sospese per una decina di giorni, con gran dispetto di Soldati che desiderava una lavorazione molto veloce. Gli esterni del film furono girati sul lago di Como, sul versante italiano del lago di Lugano ed in Valsolda, ma - come ha ricordato la Miranda - diverse scene realizzate in quei luoghi andarono perse perché furono poi tagliate nell'edizione definitiva. Si rese anche necessario superare notevoli difficoltà tecniche (per le scene da girare nello stretto Orrido di Osteno si dovette chiedere l'intervento dei Vigili del Fuoco di Como affinché vi realizzassero alcune strutture di sostegno). Gli interni vennero girati ovviamente alla Pliniana, e poi anche a Roma, dove gli ambienti della Villa furono ricostruiti.

### Cast artistico

Gualtiero Tumiati e Andrea Checchi a colloquio sulla terrazza della Villa Pliniana

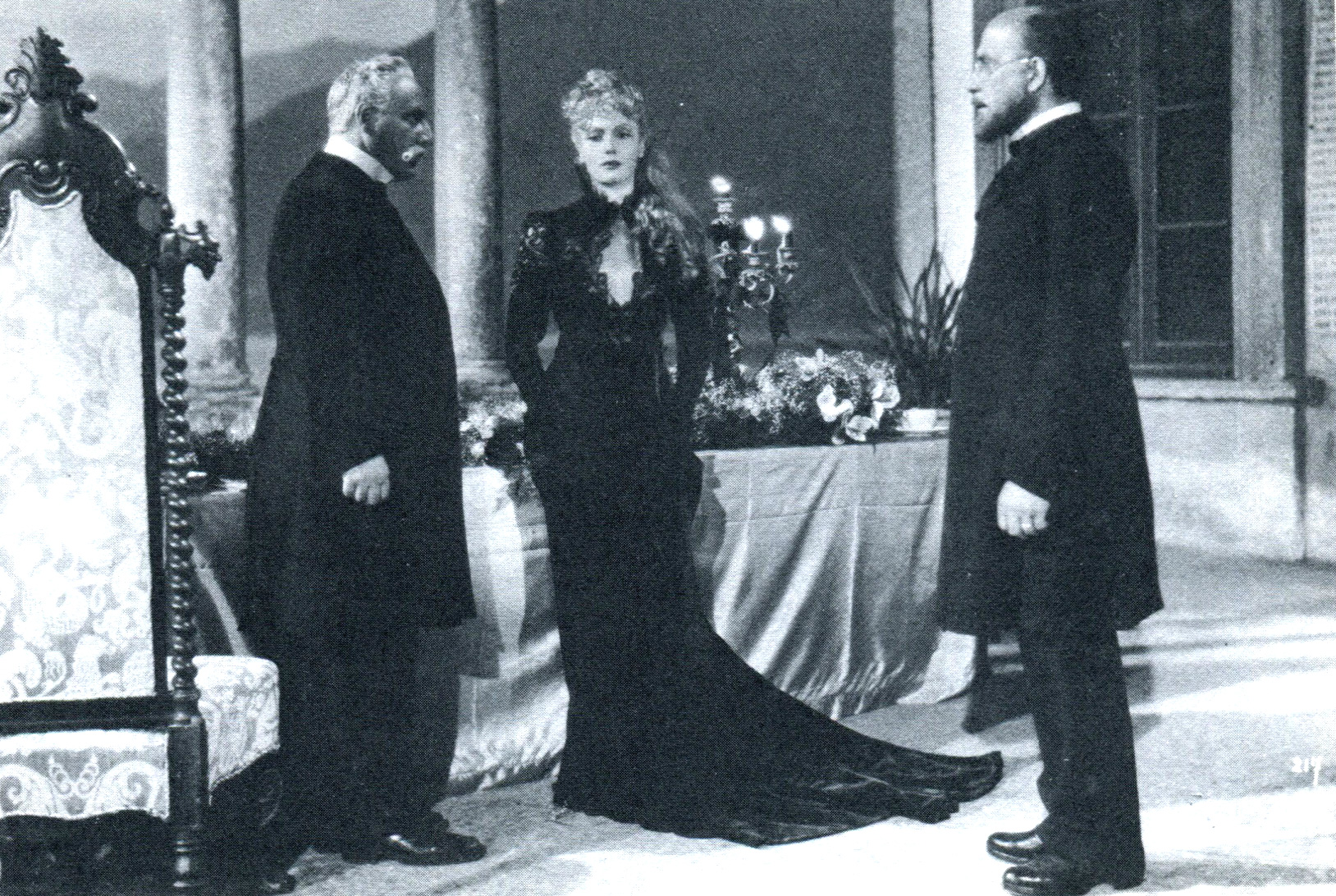
La drammatica scena del pranzo funebre nel finale del film, con Filippo Scelzo, Isa Miranda e Luigi Pavese

In tutte le occasioni in cui è stato interpellato sul film, Soldati non ha mai mancato di ricordare che avrebbe desiderato quale interprete principale di Malombra non Isa Miranda, bensì quella stessa Alida Valli che lui aveva già diretto in Piccolo mondo antico, arrivando a sostenere che «senza quel grandissimo difetto sarebbe stato senza dubbio il mio film più bello». Ma la Valli non poté partecipare a Malombra per questioni contrattuali, essendo legata ad un'altra casa produttrice, la "Minerva" (secondo altre fonti, invece, era la "Excelsa"). «Nel ricordo di Soldati - ha scritto Malavasi - la Miranda si trasforma nel "capro espiatorio" di tutti i difetti del film, che pure resta uno dei più amati da Soldati, il primo che lui girò "credendo nel cinema"».
Questa posizione del regista è da molti osservatori ritenuta ingiusta. Renato Castellani ha ricordato che la Miranda fece un provino che «rasentava la perfezione» e che «per realizzare un personaggio tipo Marina di Malombra era molto meglio una attrice ambigua, dubbia, complessata come era la Miranda», per cui lui, assieme al produttore Gualino, insistette perché fosse scelta come protagonista. L'intensità con cui la Miranda affrontò questa interpretazione e l'immedesimazione nel tormentato personaggio di Marina provocarono, alla fine delle riprese, un suo ricovero in una clinica per cure nervose. Retrospettivamente Adriano Aprà ritiene «incomprensibile che Soldati abbia sempre rimpianto l'assenza della Valli».
Nonostante i molti pareri contrari, Soldati non ha mai cessato di esprimere il proprio disappunto, pur riconoscendo che «la Miranda fu bravissima, ma non aveva lo slancio che poteva avere la Valli con i suoi vent'anni», per poi tornare ancora sull'argomento quasi cinquanta anni dopo, nel 1991, quando definì l'assenza della Valli «il solo rimpianto, enorme, che ha profondamente segnato il mio lavoro. Vorrei rifare tale e quale Malombra, con la Valli di allora al posto della Miranda. Sono sicuro che sarebbe stato un trionfo. Eppure dovetti cedere. Anni dopo un vecchio amico e collaboratore mi rivelò: "Mario se insistevi ancora un po' accettavano"».
Il film, benché incentrato sulla tragica figura di Marina di Malombra, lascia tuttavia spazio anche ad altri interpreti, le cui prestazioni ebbero valutazioni diverse dalla critica. In particolare i giudizi si divisero su Andrea Checchi «sobrio ed intelligente quando occorreva» secondo la recensione de La Stampa, appena «dignitoso, ma aspettavamo da lui una prova migliore» secondo il commento di Cinema. Più univoco invece il giudizio dato sugli interpreti dei personaggi minori, come la Dilian, la Dondini, Tumiati, Crisman, che il Corriere della Sera definì «eccellenti».

### Cast tecnico

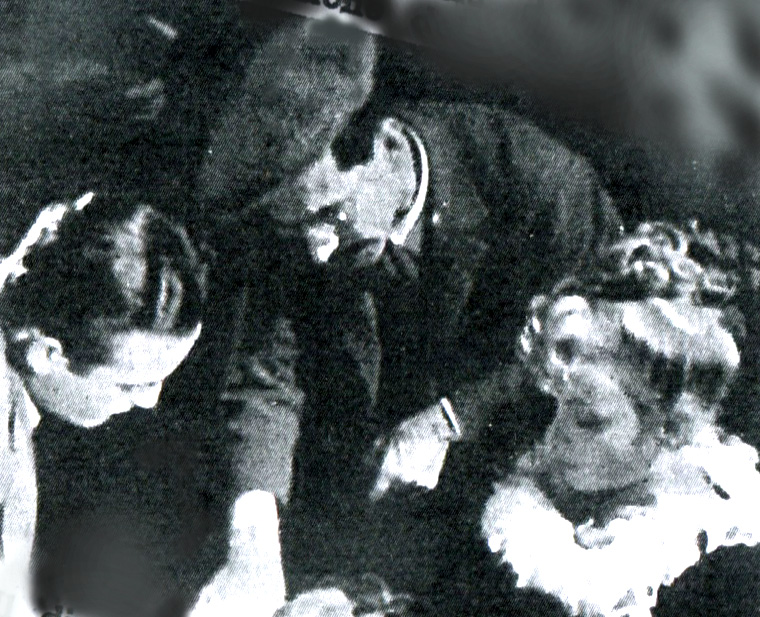
Una immagine dal set: da sinistra Dino De Laurentiis, Mario Soldati e Isa Miranda discutono una scena del film

Alla realizzazione di Malombra contribuirono anche diversi collaboratori tecnici, alcuni dei quali agli inizi, destinati poi ad importanti carriere nei decenni successivi. Oltre a Renato Castellani, di cui si è già detto, il film di Soldati fu anche uno dei primi di cui Maria de Matteis firmò in prima persona i costumi, dopo diverse opere in cui aveva fatto l'assistente di Sensani. «Nel 1942 con Malombra - ha scritto Stefano Masi - la De Matteis cominciò a camminare con le proprie gambe (e) realizzò uno dei film migliori della sua carriera ed uno dei capolavori della costumistica cinematografica (...) non solo italiana».

Gli eleganti costumi indossati da Isa Miranda furono realizzati da Maria de Matteis

Nel film tratto dal romanzo di Fogazzaro lavorò anche come ispettore di produzione l'allora ventiduenne Dino De Laurentiis, che, dopo qualche esperienza come attore, iniziò proprio con Malombra la sua prestigiosa carriera nel campo dell'industria cinematografia. Come ha raccontato uno degli attori, Nino Crisman, De Laurentiis superò i dubbi dovuti alla sua giovane età e «dopo dieci giorni Dino era padrone del set; dopo due settimane inventò un gruppo elettrogeno che ci consentì di girare tutto dal vero nella Villa, servendosi di un paio di motori di aereo».
Infine, la particolare e suggestiva atmosfera drammatica del film è dovuta all'intervento di Massimo Terzano, considerato «il più brillante degli operatori italiani della prima metà degli anni Quaranta (il quale) dimostrò di essere l'unico in grado di competere con lo splendore della coeva fotografia hollywoodiana, che poteva avvalersi di negativi di grana molto più fine».

## Distribuzione
La pellicola venne distribuita nel circuito cinematografico italiano il 17 dicembre del 1942.

## Critica
Le opere di Fogazzaro, ispiratrici di diversi film di Soldati, avevano una buona popolarità. Secondo i dati forniti da Cristina Bragaglia ne Il piacere del racconto - citato in bibliografia, pag. 111 e seg. - dal 1918 al 1943 i romanzi pubblicati dallo scrittore vicentino  avevano ottenuto una grande, per i tempi, diffusione: 80 000 copie vendute per Piccolo Mondo Antico, 60.000 per Malombra e 70.000 per Daniele Cortis. che poi diventerà anch'esso un film diretto da Soldati nel dopoguerra.
 Pur non essendo disponibili dati sull'esito economico del film - mancanti per tutte le pellicole italiane degli anni Trenta e Quaranta - ed anche tenuto conto del periodo bellico in cui esso apparve, Malombra, secondo la ricostruzione di Cinema, grande storia illustrata - citato nella bibliografia - «fu accolto con notevole favore dal pubblico».

### Giudizi contemporanei
Sul film di Soldati la critica del tempo si divise nettamente tra chi lodò l'opera del regista e chi invece l'accusò di “calligrafismo”, cioè di deliberata fuga dalla realtà, il che comportò - come ha scritto Malavasi - «la bocciatura unanime della critica militante. Malombra è il film che ha più sofferto della cortina ideologica che in quegli anni filtra la ricezione delle pellicole lontane dalla poetica realista».
I commenti più negativi provenienti da questa corrente culturale furono quelli di due futuri registi: Antonio Pietrangeli e Giuseppe De Santis, a quel tempo critici cinematografici rispettivamente delle riviste Bianco e Nero e Cinema. «Fredda, annoiata, striminzita, presuntuosetta, untuosa, orpelli di qua e di là», così Pietrangeli definì il film di Soldati, aggiungendo che «le spiccate qualità di attrice drammatica di Isa Miranda sono qui buttate via nel modo più indecoroso». Quindi «una bella fotografia, e questo certamente non era quello che dal nome di Soldati ciascuno si sarebbe atteso». De Santis non fu da meno scrivendo che «l'ambizione di essere fedeli al romanzo ha sommerso personaggi ed avvenimenti in un inevitabile marasma romantico, ampolloso, pedante. Il racconto va avanti con intoppi frequenti, l'anacoluto sembra, addirittura, il suo termine di esperienza poetica».

«...tutto e tutti appaiono immersi nelle tribolazioni di una fotografia a tinta di carbone»

Anche il giudizio de L'Illustrazione italiana manifestò numerosi dubbi, benché riferiti, in questo caso, più alla tecnica cinematografica: «il film procede per frammenti, per quadri staccati considerati a sé come fatti isolati; un magnifico vedere, ma non si connettono in una unitaria continuità» concludendo che tali difetti «potrebbero far nascere il dubbio di esserci un po' tutti lasciati trasportare nel far credito a Soldati». Commento analogo quello di Fabrizio Sarazani, secondo il quale «la vicenda, chiarissima nel libro, diventa nel film del tutto oscura e complicata; tutto e tutti appaiono immersi nelle tribolazioni di una fotografia a tinta di carbone».
Altri commentatori misero più in risalto la capacità di Soldati di trasferire nel film il romanzo di Fogazzaro. «Era difficile - ha scritto Diego Calcagno - portare sullo schermo la densa materia del più inquietante romanzo fogazzariano. Soldati, il letteratissimo Soldati, lo ha fatto. Il film comunque ha bellissimi squarci, quello della passeggiata nel parco con la bicicletta dalla ruota altissima, quello della morte dello zio, quello del discorso del frate nel salotto, quello del pranzo sulla veranda. L'elemento più affascinante è questa volta la fotografia». Elogiativo, sotto tale aspetto, anche il giudizio di Sandro De Feo secondo il quale «Soldati ci ha restituito il gusto, il sapore e le emozioni del romanzo con la bella e precisa intuizione dell'aria, del paesaggio, dell'ambiente, il lago, il Palazzo, le camere, la luce che vi entra dal lago, la vegetazione che lo circonda. Può bastare tutto questo? A noi basta».
In ogni caso, pur rilevando taluni difetti del film, furono diversi i critici che lo lodarono. Così il Corriere della Sera secondo cui Malombra «sulla quale non tutti si troveranno pienamente d'accordo, entra comunque nel novero dei nostri [italiani - n.d.r.] film più belli ed anche nei particolari discutibili rivela una lucidissima intelligenza», mentre per La Stampa «la composizione che egli [Soldati ndr] ha saputo ottenere dagli ambienti più svariati della Pliniana e della Valsolda raggiunge toni sempre coerenti e difficili, come attraverso un velo un po' fantastico ed un po' funebre».
Ancora più positive furono le critiche di altri commentatori. «Malombra è un bellissimo film - questo il giudizio di Angelo Frattini - che costituisce una eloquente rivincita dell'arte sul mestiere, dell'amorosa intelligenza sulla pigrizia sciattona, ed abitudinaria, della letteratura sulla bassa cronaca».

### Commenti successivi

Irasema Dilian e Isa Miranda, in una scena in esterni che rappresenta la loro escursione nella Valsolda. Molte altre scene girate in tale occasione furono poi tagliate nel montaggio

Tutti coloro che si sono occupati retrospettivamente del film di Soldati lo hanno valutato mettendolo in relazione al drammatico periodo bellico in cui esso fu realizzato ed alle polemiche che esso generò nella critica cinematografica del tempo. «Malombra - hanno scritto Aprà e Pistagnesi - è l'ultimo splendente fuoco di artificio prima della tragedia finale. La guerra che minaccia all'interno è qui nel chiuso di una casa protetta dalle ombre delle tende e dalle pieghe dei bei vestiti».
Come osservato dal critico Guido Aristarco, Malombra costituisce un esempio di «"resistenza passiva" al regime all'ombra di narratori, soprattutto del passato, a fronte di una resistenza più impegnata e solerte» identificata in altre opere che escono nello stesso 1943, quali Quattro passi tra le nuvole di Blasetti, I bambini ci guardano di De Sica e, soprattutto, Ossessione di Visconti. Il contrasto è ancora più evidente per altri commentatori: «Malombra non scelse certamente l'anno più indicato per presentarsi sulle scene del cinema italiano ( [...] ); come poteva competere la spinetta di Isa Miranda con l'armonica a bocca suonata da Massimo Girotti nel film di Visconti?». In realtà, secondo il critico francese Jean A. Gili, «non ci si è accorti che la cura della forma non soffocava la tensione profonda delle opere e non si è voluto considerare che la volontà di rottura dei canoni ufficiali, sebbene meno evidente, non era certo meno puntuta di quella presente in film come Ossessione».
Anche Brunetta attribuisce a Malombra «meriti linguistici di straordinario coraggio ed aperta "vis" polemica data la fortissima lotta per l'espulsione delle parlate regionali e delle espressioni straniere messa in moto alla fine degli anni Trenta dal regime», oltre al «merito non secondario di proporre in maniera originale delle forti figure femminili». Per Gianni Rondolino è «probabilmente il suo [di Soldati - ndr] film più bello (anche se) molti lo considerano inferiore a Piccolo mondo antico», mentre secondo Malavasi «il film contiene pagina da antologia, di cui una, rimasta celebre, tra le cose più belle del cinema di Soldati e della produzione italiana del tempo, la sequenza finale del pranzo funebre». Anche Soldati partecipò ai giudizi retrospettivi sul film, definendolo «uno degli otto soli film che riconosco (tra questi Piccolo mondo antico, Fuga in Francia, La provinciale). Tutti gli altri li rinnego».

### Differenze tra il film ed il romanzo
La trama del film e i dialoghi seguono abbastanza fedelmente il romanzo e le pagine di Fogazzaro, adattati comunque al linguaggio e ai tempi cinematografici; da segnalare inoltre l'accurata similarità fisica degli attori ai personaggi. Le differenze principali sono:
- Il film inizia con l'arrivo in barca al Palazzo di Marina e della sua cameriera Fanny, nel romanzo invece è Corrado Silla che giunge alla stazione ferroviaria di R. e poi al Palazzo con un calesse.
- Il ritratto della madre che Silla trova nella sua stanza al Palazzo, nel romanzo non c'è, Silla vi trova invece alcuni mobili ed oggetti appartenuti alla sua famiglia, che il conte aveva acquistato dopo il loro rovescio economico.
- Il libro "Fantasmi del passato" che Marina sta leggendo nel film, nel romanzo è invece intitolato "Un sogno, racconto originale italiano di Lorenzo"; tra l'altro "Fantasmi del passato" è il titolo del terzo capitolo della prima parte del romanzo (Cecilia).
- Nel film manca una scena importante (probabilmente tagliata in fase di montaggio), quella in cui Marina, dopo la partita a scacchi, offende pubblicamente Silla di fronte a Finotti, Vezza e Ferrieri, amici del conte: "E lei, chi è lei? Chi ci può dire neppure il suo vero nome? S'indovina!". Mancando nel film questa scena, non avendo letto il romanzo, risulta poco chiaro il motivo del grande risentimento di Silla e della sua repentina partenza dal Palazzo.
In ultima analisi, un cenno alla felice scelta dei brani che Marina suona al pianoforte:
- Schumann, Davidsbündlertänze, Op. 6 (secondo movimento, Innig, in si minore).
Marina chiusa nella sua stanza mentre fuori piove, suona questo brano, il cui dolce melodizzare diviene simbolo della sua infinita tristezza:
- Chopin, Scherzo n. 1.
Mentre il conte conversa con Silla nel suo studio, Marina suona nella sua stanza questo brano, il cui moto irruente e travolgente esprime la demoniaca follia che tormenta la marchesina.

## Accoglienza
Benché come per tutta la cinematografia italiana degli anni trenta e dei primi anni quaranta manchino dati ufficiali sugli introiti economici, diverse fonti indicano che la Malombra di Soldati (al pari del precedente Piccolo mondo antico) ebbe un ottimo riscontro da parte del pubblico.